# Cléradius de Vergy
Cléradius (ou Clériard) de Vergy, comte de Champlitte, né en 1580 et mort le 27 novembre 1630, est un militaire et homme politique comtois connu pour être le gouverneur de la Franche-comté de 1602 à 1630. Il est aussi le dernier représentant de l'illustre famille de Vergy.

## Biographie
Cléradius né en 1580 dans la très importante famille de Vergy, une des plus puissantes familles du comté de Bourgogne. Il est le fils de François de Vergy (1530-1591), premier comte de Champlitte et gouverneur du comté et de Renée de Ray, dame de Vaudrey. Il a un demi-frère aîné, Claude, né en 1560 et mort en 1602, ainsi que deux sœurs Anne et Béatrix. Il est fait chevalier de Saint-Georges à l'âge de dix ans en 1590. Depuis 1510, les gouverneurs sont choisis parmi les membres de la famille Vergy qui a les faveurs de la couronne espagnole.
Les premières traces de lui remontent à la guerre franco-espagnole où à seize ans il contribue à lever un régiment pour la défense du comté de Bourgogne. Il reçoit le grade capitaine et le commandement d'une compagnie de chevaux-légers. Il sert ensuite dans les Pays-Bas espagnols fort honorablement.
Il se marie le 15 février 1600, avec Madeleine de Bauffremont-Sennecey, En 1602, il succède à son frère comme comte de Champlitte et gouverneur du comté. Très orgueilleux et méprisant envers les élites comtoises, les relations avec le parlement sont difficiles et celui-ci estime que ce dernier lui doit être soumis. Cependant, le parlement qui refuse cet autoritarisme, saisit les autorités espagnoles qui tranchent dans le sens de l'équilibre des pouvoirs entre le gouverneur et le parlement.
En 1606 il choisit Gray au détriment de Vesoul comme principale ville de bailliage d'Amont. Ce choix lui sera reproché et il sera accusé de partialité car Gray est le siège des gouverneurs du comté de Bourgogne. Le reste de sa vie, en tant que gouverneur, semble plus paisible.
Il meurt en 1630 et avec lui s'éteint la branche des Vergy dont il était le dernier descendant masculin. C'est Cléradius de Cusance, petit-fils de sa sœur Béatrix de Vergy, qui lui succède en tant que comte de Champlitte. Toutefois la fonction de gouverneur du comté de Bourgogne est détachée du titre de seigneur de Champlitte après 120 ans de transmission héréditaire.
Sa devise était : J'ai Valu, Vaux et Vaudrey.